# Itarotathra bulburina
Itarotathra bulburina är en insektsart som först beskrevs av Otte, D. och R.D. Alexander 1983.  Itarotathra bulburina ingår i släktet Itarotathra och familjen syrsor. Inga underarter finns listade i Catalogue of Life.